# Deutsche Tischtennis-Meisterschaft 1983
Die 51. nationale Deutsche Tischtennis-Meisterschaft fand vom 4. bis 6. März 1983 in Münster in der Münsterhalle statt.
Lediglich Georg Böhm konnte seinen Titel aus dem Vorjahr verteidigen, er wurde im Einzel Deutscher Meister. Susanne Wenzel nutzte die Abwesenheit von Ursula Kamizuru und holte Gold sowohl im Einzel als auch im Doppel mit Anke Olschewski. Das Herrendoppel sah das gleiche Endspiel wie im Vorjahr, aber diesmal setzten sich Michael Krumtünger/Reinhard Sefried durch; sie verloren keinen Satz während des gesamten Turniers. Gold im Mixed holten Manfred Nieswand/Birgit Lehr.
| Platz | Herreneinzel   | Dameneinzel            | Herrendoppel                        | Damendoppel                        | Mixed                             |
| ----- | -------------- | ---------------------- | ----------------------------------- | ---------------------------------- | --------------------------------- |
| 1     | Georg Böhm     | Susanne Wenzel         | Michael Krumtünger/Reinhard Sefried | Susanne Wenzel/Anke Olschewski     | Manfred Nieswand/Birgit Lehr      |
| 2     | Ralf Wosik     | Monika Sedlmair        | Wilfried Lieck/Manfred Nieswand     | Monika Kneip-Stumpe/Sabine Bötcher | Wilfried Lieck/Roswitha Beyerinck |
| 3     | Michael Plum   | Dagmar Solja-Andruszko | Heiner Lammers/Peter Engel          | Andrea Ullmann/Anja Spengler       | Georg Böhm/Kirsten Krüger         |
| 3     | Peter Stellwag | Andrea Ullmann         | Hans-Joachim Nolten/Hanno Deutz     | Margit Freiberg/Agnes Simon        | Reinhard Sefried/Heike Baltzer    |

In den Einzelwettbewerben wurden drei Gewinnsätze ausgespielt, in den Doppelwettbewerben dagegen, erstmals im Vergleich zu den Vorjahren, nur zwei Gewinnsätze. Mit 41 Jahren war Manfred Konieczka der älteste männliche Teilnehmer. Er spielte als Einziger mit einem Schläger mit Noppengummi-Belag. Das Endspiel Böhm gegen Wosik verlief einseitig, da sich Wosik vorher eine Muskelzerrung an der Schulter zugezogen hatte und so gehandicapt war.

## Wissenswertes
- Manfred Konieczka wurde von der Vereinigung Swaythling Club International für sein „sportliches Verhalten während einer Vielzahl von Jahren“ mit dem Fair-play-Pokal ausgezeichnet.
- Jüngste Teilnehmerin mit 14 Jahren war Elke Pangert, älteste war Agnes Simon mit 47 Jahren.
- Zeitspiele sah man in den Begegnungen Dagmar Solja-Andruszko gegen Andrea Gutknecht und Ev-Kathleen Zemke gegen Monika Stork.